# Julius von Sachs
Julius von Sachs (Breslau, 2 de outubro de 1832 — Wurtzburgo, 29 de maio de 1897) foi um botânico alemão.

## Vida e obra
Trabalhos posteriores revelaram a estrutura celular dos tecidos vegetais e todo o processo da fotossíntese. Julius von Sachs definiu a função da clorofila e a importância dos estômatos neste processo.

## Infância e juventude
Ferdinand Gustav Julius von Sachs nasceu em Breslau, Alemanha (agora Wroclaw, Polônia) em 2 de outubro de 1832. Ele era o oitavo irmão de nove crianças. Seu pai era gravador de profissão e o ensinou a desenhar. Desde a mais tenra infância, Julius era fascinado por plantas, fazendo coleções delas em muitas excursões de campo com seu pai. Ele dedicou grande parte de seu tempo entre as idades de treze e dezesseis anos para desenhar e pintar as flores, fungos e outros espécimes que colecionava. No Ginásio de 1845 a 1850, ele estava interessado nas ciências naturais
Quando ele tinha dezesseis anos (1849), seu pai morreu, sua mãe e um irmão morreram de cólera. Sem apoio financeiro, ele foi acolhido pela família de Jan Evangelista Purkyně, professor na Universidade de Breslau, que se tornou seu tutor. Logo Purkyne transferiu-se para a Universidade de Praga. Sachs foi admitido na universidade em 1851. Sachs trabalhava como assistente no laboratório de Purkyně, devido à sua habilidade com desenho,

## Carreira acadêmica
Quando Sachs tinha 21 anos, publicou um artigo sobre a anatomia do lagostim europeu (Astacus astacus), uma espécie que já foi amplamente distribuída em ecossistemas de água doce em toda a Europa.
Em 1856, Sachs formou-se como doutor em filosofia e, em seguida, adotou a carreira botânica, estabelecendo-se como "Privatdozent" para fisiologia vegetal. Em 1859 foi nomeado assistente do fisiologista Julius Adolph Stöckhardt na Academia Agrícola de Tharandt (agora parte da Universidade Técnica de Dresden); e em 1862 foi chamado para ser diretor da Politécnica em Chemnitz, mas foi quase imediatamente transferido para a Academia Agrícola de Poppelsdorf (agora parte da Universidade de Bonn), onde permaneceu até 1867, quando foi nomeado professor de botânica da Universidade de Freiburgo.
Na Academia Agrícola de Poppelsdorf avaliou o uso de sílica (Si) como aditivo do solo para melhorar a estabilidade mecânica das plantas. No entanto esse aspecto de seus estudos tem sido reavaliado nos últimos anos com vistas à proteção contra fungos e insetos, principlamente em gramíneas. Atualmente o Si é considerado elemento benéfico para diversas culturas de interesse econômico, como, por exemplo, arroz, batata e cana-de-açúcar
Em 1868, ele aceitou a cadeira de botânica na Universidade de Würzburg, que continuou a ocupar (apesar dos apelos de universidades alemãs de maior prestígio) até sua morte. Tornou-se reitor dessa universidade em 1871.
Sachs alcançou distinção como pesquisador científico, escritor e professor. Seu nome está especialmente associado ao grande desenvolvimento da fisiologia vegetal que marcou a segunda metade do século XIX, embora dificilmente haja um ramo da botânica para o qual ele não tenha contribuído materialmente. Seus artigos estão espalhados pelos volumes de revistas botânicas e publicações de sociedades científicas e são de grande e variado interesse. Estima-se que tenha publicado 160 artigos ao longo de sua carreira, no entanto ele não fez um registro sistemático dessas publicações.
Uma edição completa foi publicada em 1892-93. Proeminente entre eles é a série de "Keimungsgeschichten", que lançou as bases de conhecimento de métodos microquímicos, como também dos detalhes morfológicos e fisiológicos da germinação. Depois, há a recuperação do método de "cultura em soluções nutritivas" ou hidroponia e sua aplicação à investigação dos problemas de nutrição mineral de plantas.
Em seu 'Experimental-Physiologie", Sachs (1865) concluiu que os "Chlorophyllkörner" (corpos de clorofila) são os locais de atividade assimilatória nas folhas verdes das plantas.
Os seus experimentos mais importante estão relacionados com  o conceito de fotossíntese, de que os grãos de amido, encontrados nos cloroplastos das folhas, dependem da luz solar. Uma folha que foi exposta ao sol, depois branqueada e corada com iodo, torna-se escura, provando a presença de amido, enquanto uma folha da mesma planta que não foi exposta ao sol permanecerá branca após a aplicação dessa técnica. Uma demonstração desse experimento é mostrada no segundo episódio de "Botânica: uma história florescente" da BBC Four, apresentado por Timothy Walker.
Os trabalhos posteriores de Sachs foram publicados quase exclusivamente nos três volumes do "Arbeiten des botanischen Instituts" em Würzburg (1871-1888). Entre eles estão:
- investigação da periodicidade do crescimento em comprimento, em conexão com a qual ele criou o auxanômetro auto-registrado, pelo qual estabeleceu a influência retardadora dos raios altamente refratados do espectro luminoso na taxa de crescimento;
- pesquisa sobre heliotropismo e geotropismo, na qual introduziu o clinostato, que compensa a força da gravidade, mantendo o organismo experimental em movimento;
- pesquisa sobre a estrutura e o arranjo das células em pontos de crescimento;
- estudo exaustivo da atividade assimilatória da folha verde.

O primeiro volume publicado por Sachs foi o "Handbuch der Experimental physiologie des Pflanzen" (1865; edição francesa, 1868), que fornece um relato admirável do estado do conhecimento do assunto e inclui uma grande quantidade de informações originais. Seguiu-se em 1868 a primeira edição de seu famoso "Lehrbuch der Botanik". É um trabalho abrangente, que apresenta um resumo da ciência botânica da época, enriquecido com os resultados de muitas investigações originais. Ricamente ilustrado e revisado sucessivamente nas edições seguintes.
A terceira edição do "Lehrbuch der Botanik" foi traduzida para o francês por Philippe Édouard Léon Van Tieghem em 1873, e para o inglês por Alfred Bennett em 1875, e publicada pela Oxford University Press. A quarta e última edição alemã foi publicada em 1874 e também publicada por Oxford em 1882. Nunca foi publicado em português.
O "Lehrbuch" acabou sendo substituído pelo "Vorlesungen uber Pflanzenphysiologie" (1ª ed., 1882; 2ª ed., 1887; Eng. ed., Oxford, 1887), um trabalho mais limitado em escopo, mas cobrindo mais temas do que seu título indicaria. Esse livro  não ganhou o reconhecimento geral concedido ao Lehrbuch.
Finalmente, há o "Geschichte der Botanik" (1875); um relato do desenvolvimento dos vários ramos da ciência botânica desde meados do século XVI até 1860, do qual uma edição em inglês foi publicada em 1890 pela Oxford Press. O "Geschichte der Botanik" é subdividido em três partes. A primeira tratando da morfologia e sistemámtica, a segunda da anatomia de plantas e a terceira da fisiologia. O livro se tornou um clássico instantâneo da historiografia da ciência
Em 1885 tornou-se membro estrangeiro da Academia Real Holandesa de Artes e Ciências.
Sua morte, que se seguiu a uma doença dolorosa, em 29 de maio de 1897.
Um relato completo da vida e obra de Sachs foi feito pelo professor Karl von Goebel, anteriormente seu assistente, em Flora (1897), do qual uma tradução para o inglês apareceu no "Science Progress" de 1898.

## Evolução
Sachs endossava a teoria da evolução e incorporou uma perspectiva darwiniana na biologia vegetal.

## Influência
Muitos alunos de Sachs como Julius Oscar Brefeld, Francis Darwin, Karl Ritter von Goebel, Georg Albrecht Klebs, Spiridon Miliarakis, Hermann Müller-Thurgau, Fritz Noll, Wilhelm Pfeffer, Karl Prantl, Christian Ernst Stahl e Hugo de Vries se tornaram mais tarde botânicos ou micologistas famosos.
Suas declarações científicas também influenciaram Dennis Robert Hoagland e Daniel Israel Arnon, que seguiram um dos princípios de Sachs no desenvolvimento de soluções nutritivas, citando-o da seguinte forma: "Eu menciono as quantidades (de produtos químicos) que estou acostumado a usar geralmente em culturas de água, com a observação, no entanto, de que uma margem um tanto ampla pode ser permitida com relação às quantidades dos sais individuais e à concentração de toda a solução - não importa se um pouco mais ou menos de um ou outro sal é tomado - desde que a mistura nutritiva seja mantida dentro de certos limites quanto à qualidade e quantidade, que são estabelecidos pela experiência."
O princípio de quantidade e qualidade de Sachs e a mistura de quatro sais de Knop contribuíram significativamente para o desenvolvimento da posterior solução de Hoagland.
A abreviação padrão do autor botânico Sachs é aplicada às espécies que ele descreveu.
Em 1866, o botânico Griseb. publicou Sachsia, que é um gênero de plantas das Índias Ocidentais e da Flórida na tribo Elecampane (Asteraceae). Então, em 1895, o botânico Paul Lindner publicou Sachsia, que é um gênero de fungos do filo Ascomycota e ordem Saccharomycetales. Ambos foram nomeados em homenagem a Julius von Sachs. Há também um gênero de nematoides com essa denominação.
O legado e a marca de Sachs na biologia vegetal moderna são inegáveis e profundamente importantes.

## Publicações
- 1859: Physiologische Untersuchungen über die Keimung der Schmikbohne (Phaseolus multiflorus)
- 1859: Ueber das abwechselnde Erbleichen und Dunkelwerden der Blätter bei wechselnder Beleuchtung
- 1862: Ueber das Vergeilen der Pflanzen
- 1863: Ueber den Einfluss des Tageslichtes auf die Neublidung unt Entfaltung verschiedener Pflanzenorgane
- 1865: Handbuch der Experimentalphysiologie der Pflanzen
- 1868: Lehrbuch der Botanik, 3rd ed. 1873, 4th ed. 1874
- 1875: Die Geschichte der Botanik vom 16. Jahrhundert bis 1860 (Digital edition from 1875 by the University and State Library Düsseldorf)
- 1878: Ueber die Anordnung der Zellen in jüngsten Pflanzentheilen
- 1882: Die Vorlesungen über Pflanzenphysiologie
- 1892: Gesammelte Abhandlungen über Pflanzenphysiologie
- 1894: Mechanomorphosen und Phylogenie
- 1896: Phylogenetische Aphorismen und über innere Gestaltungsursachen oder Automorphosen